# 제2대 고돌핀 남작 프랜시스 고돌핀
제2대 고돌핀 남작 프랜시스 고돌핀(Francis Godolphin, 2nd Baron Godolphin, 1706년 11월 2일 ~ 1785년 5월 25일) 은 영국의 귀족이자 정치인이다. 그는 1741년부터 1766년까지 콘월 헬스턴을 지역구로 한 국회의원이었다. 사촌인 제2대 고돌핀 백작 프랜시스 고돌핀이 죽고 나서 그 작위를 계승하였다.